# KT밀리의서재
주식회사 케이티밀리의서재는 전자책 구독 사업을 하는 대한민국의 기업이다.
약 2000곳의 출판사가 밀리의 서재와 계약을 맺고 있다.

## 역사
2017년 전자책 구독 서비스를 개시하였으며 2023년 6월말 현재 약 15만권 독서컨텐츠를 보유하고 있다.
2023년 9월 27일 공모가 23,000원에 코스닥 시장에 상장하였다.